# Rachovia
Rachovia – rodzaj ryb karpieńcokształtnych z rodziny strumieniakowatych (Rivulidae).

## Klasyfikacja
Gatunki zaliczane do tego rodzaju:
- Rachovia brevis
- Rachovia hummelincki
- Rachovia maculipinnis
- Rachovia pyropunctata – rachowia czerwonocętkowa[3]